# Sakawa
Sakawa (佐川町, Sakawa-chō) est un bourg du district de Takaoka, dans la préfecture de Kōchi, au Japon.
Au 1er février 2015, la population s'élevait à 13 331 habitants répartis sur une superficie de 100,80 km2.